# Blanice (Bavorov)
Blanice (německy Groß Blanitz) jsou vesnice, část města Bavorov v okrese Strakonice v Jihočeském kraji. Leží v Bavorovské pahorkatině na levém břehu řeky Blanice, mezi ústím Dubského a Zlatého potoka, jižně od města Bavorov.

## Historie
První písemná zmínka o vesnici pochází z roku 1274.

## Obyvatelstvo
| Rok            | 1869 | 1880 | 1890 | 1900 | 1910 | 1921 | 1930 | 1950 | 1961 | 1970 | 1980 | 1991 | 2001 | 2011 | 2021 |
| -------------- | ---- | ---- | ---- | ---- | ---- | ---- | ---- | ---- | ---- | ---- | ---- | ---- | ---- | ---- | ---- |
| Počet obyvatel | 89   | 103  | 90   | 88   | 83   | 99   | 76   | 51   | 44   | 45   | 23   | 11   | 9    | 11   | 13   |
| Počet domů     | 15   | 14   | 14   | 14   | 13   | 13   | 13   | 16   | 15   | 14   | 10   | 14   | 17   | 17   | 17   |

## Obecní správa
Při sčítání lidu v letech 1850–1960 Blanice byly samostatnou obcí, se kterým patřily nejprve do okresu Písek, ale v roce 1950 v okrese Prachatice. V letech 1961–1971 byly částí obce Hájek v okrese Strakonice. Od 26. listopadu 1971 jsou částí města Bavorov v okrese Strakonice, kdy se konaly městské volby. Poté se Hájek opět osamostatnil, ale Blanice již zůstaly součástí Bavorova. V letech 1850–1899 k obci patřil Žíchovec a v letech 1850–1949 také Dvorec.

## Pamětihodnosti
- Dominantou vsi je kostel svatého Jiljí (kulturní památka) stojící na západním okraji vesnice. Je to původně románská stavba z druhé poloviny 12. století se zachovanou tribunou z doby kolem roku 1280. Kostel byl rozšířený a přestavěný v letech 1375–1390. Tehdy byl půdorys kostela doplněn do tvaru kříže výstavbou příčné lodi. Dále bylo postaveno obdélné kněžiště, sklenuté dvěma poli křížové klenby, a jihozápadní hranolová věž.
- Severně od vsi stojí výklenková kaplička svatého Vojtěcha (kulturní památka)
- Severovýchodně od vsi stojí u řeky Blanice a u železniční trati původně barokní mlýn, ke kterému byla ve 30. letech 20. století přistavěna elektrárna.
- Ve svahu údolí říčky Blanice stojí poutní kaple Panny Marie a svaté Gertrudy (kulturní památka) z roku 1835, postavená místním sedlákem Josefem Bískem na místě starší dřevěné kapličky.
- Západně od vsi při křižovatce stojí dva (původně tři) pamětní kameny (kulturní památka) a krucifix.